# Tartu JK Welco
Tartu JK Welco is een Estische voetbalclub uit Tartu.

## Geschiedenis
Eind 2007 ging een team als JK Masuudinaine in de lokale competitie in Tartu spelen. In 2008 werd een officiële club opgericht die deelnam aan de IV liiga en die met sponsoring van een lokaal energiebedrijf de naam JK Welco Elekter kreeg. In 2010 promoveerde de club naar de III liiga en in 2012 naar de II liiga. In 2015 werd de huidige naam aangenomen en dat jaar promoveerde de club naar de Esiliiga B. In 2016 promoveerde Tartu JK Welco opnieuw, nu naar de Esiliiga. In 2019 degradeerde de club maar slaagde erin om in 2020 meteen weer te promoveren. Het daaropvolgende seizoen dat de club in de Esiliiga speelde verliep echter minder succesvol. Er werd een tiende plaats behaald waardoor de club wederom degradeerde naar het derde niveau. Waar het twee seizoenen actief was, in 2023 werd de club kampioen en promoveerde wederom. In 2024 bleef de club op het tweede niveau middels een vierde plaats in de competitie.

## Eindklasseringen vanaf 2008
| 9 |

| 3 |

| 2 |

| 4 |

| 5 |

| 11 |

| 3 |

| 2 |

| 3 |

| 10 |

| 6 |

| 10 |

| 2 |

| 10 |

| 4 |

| 1 |

| 4 |

| Esiliiga | Esiliiga B | III liiga | IV liiga |

De Esiliiga B startte in 2013. Daarvoor was de Liiga II het derde voetbalniveau in Estland.